# Festival di Berlino 1956
La 6ª edizione del Festival internazionale del cinema di Berlino si è svolta a Berlino dal 22 giugno al 3 luglio 1956. Direttore del festival è stato per il sesto anno Alfred Bauer.
L'Orso d'oro è stato assegnato al film statunitense Trittico d'amore di Gene Kelly.
A partire da questa edizione sono state introdotte alcune importanti novità, prima tra tutte la presenza di due giurie internazionali che hanno assegnato i premi principali ai migliori lungometraggi, cortometraggi e documentari. Per la prima volta sono stati inoltre assegnati riconoscimenti al miglior regista, al miglior attore e alla miglior attrice, mentre il pubblico ha avuto la possibilità per l'ultima volta di premiare i suoi film preferiti.
La retrospettiva di questa edizione ha avuto come titolo "The Humour of Nations".

## Storia
(Whilelm Mogge, redattore della Kölnische Rundschau, a proposito della presenza di una giuria internazionale che per la prima volta prese il posto del pubblico nell'assegnazione dei premi)
Nel 1956 la Berlinale riuscì a fare il salto di qualità in quanto a immagine e attrattiva internazionale. La FIAPF assegnò infatti alla manifestazione il cosiddetto "status A", ovvero la condizione che la riconosceva come festival competitivo al pari di quelli di Cannes e Venezia. Oltre 30 nazioni parteciparono con film in concorso, il numero di giornalisti e addetti ai lavori raddoppiò rispetto all'anno precedente e anche le star internazionali tornarono numerose. Oltre a celebrità locali come Lilli Palmer, Romy Schneider, Hans Albers e Walter Giller, tra i più acclamati dal pubblico ci furono Gary Cooper, Trevor Howard, Michèle Morgan, Jeanne Moreau, Silvana Pampanini, Arletty, Bob Hope e Elsa Martinelli, che si aggiudicò il premio per la miglior interpretazione femminile in Donatella di Mario Monicelli.
La più grande novità introdotta dal riconoscimento dello "status A" fu l'assegnazione dei premi da parte di una giuria internazionale di esperti anziché dal pubblico, com'era avvenuto fino all'anno precedente, anche se i verdetti della giuria presieduta dal regista francese Marcel Carné furono ampiamente criticati dalla stampa. Trittico d'amore di Gene Kelly venne infatti considerato troppo "leggero" per un Orso d'oro, mentre al film anti-militarista Il soldato sconosciuto del finlandese Edvin Laine, favorito di molti critici, fu riservato solo il premio dell'Organizzazione Cattolica Internazionale del Cinema.
Un altro motivo di critica fu il fatto che anche i film accolti positivamente dagli spettatori, tra cui il tedesco Vor Sonnenuntergang di Gottfried Reinhardt e Mio zio Giacinto di Ladislao Vajda, non ricevettero nessun riconoscimento da parte della giuria. Whilelm Mogge, membro della giuria OCIC, in un articolo comparso sul Kölnische Rundschau prese le difese del pubblico che a suo avviso era stato "espropriato" della possibilità di esprimere il proprio giudizio. In realtà gli spettatori continuarono a premiare le proprie preferenze, fatto accolto positivamente dai produttori e dai distributori che ritenevano il gusto della gente comune un mezzo per misurare il valore internazionale di un film. Al di là delle decisioni della giuria e dei gusti del pubblico, il fatto che le opinioni fossero così divergenti indicava che non c'erano film eccezionali quest'anno, come scrisse Friedrich Luft il 7 luglio su Die Welt: «L'industria del cinema è fiorente, i film ristagnano».
Alcune vicende rischiarono inoltre di turbare l'atmosfera del festival già a partire dall'inizio di giugno, quando il direttore Alfred Bauer si era opposto al progetto dell'associazione Zille Gesellschaft Berlin di mostrare due film prodotti nel 1949 dalla DEFA in Germania Est, Die blauen Schwerter di Wolfgang Schleif e Die Buntkarierten di Kurt Maetzig. Il presidente dell'associazione, Joachim Albitz, tentò di esercitare pressioni sostenendo che con la cancellazione delle proiezioni la prevista donazione del ricavato ai bambini poveri di Berlino sarebbe stata scartata. Dal canto suo Bauer inviò una lettera di protesta al Dipartimento dell'Istruzione e i due film furono eliminati dal programma.
Lo stesso Bauer, oggetto di critiche per questa decisione, riuscì invece a portare a Berlino il cortometraggio Notte e nebbia di Alain Resnais, un documentario sui crimini tedeschi a Auschwitz che era stato appena rimosso dal programma di Cannes dopo le obiezioni del governo tedesco. Gli eventi vennero discussi dal consiglio di amministrazione della Berlinale nella riunione del 25 maggio 1956 e in seguito dal Senato di Berlino che acconsentì ad una proiezione speciale del film il 1º luglio al cinema Capitol. Willy Brandt, allora presidente del consiglio comunale di Berlino, tenne il discorso d'apertura nel quale sottolineò che «al popolo tedesco non deve essere permesso di dimenticare, in modo che altri possano farlo».
Un ulteriore esempio di quanto le questioni politiche fossero sempre più rilevanti nell'ambito della Berlinale fu l'incidente che si verificò quando l'organizzazione giovanile socialista "Die Falken" pose una corona di fiori in fondo alla bandiera spagnola sul Kurfürstendamm per ricordare le vittime del regime franchista. Una folla si raccolse sul posto e vennero scambiate parole dure tra i passanti e i "Falken", prima che la polizia intervenisse rimuovendo la corona.

## Giurie

### Giuria internazionale
- Marcel Carné, regista e sceneggiatore (Francia) - Presidente di giuria[11]
- Bill Luckwell, produttore (Regno Unito)
- Giuseppe Vittorio Sampieri, scrittore e produttore (Italia)
- Kōichi Kawakita, direttore degli effetti speciali (Giappone)
- Leo J. Horster, impresario (Stati Uniti)
- Ilse Urbach, editrice e scrittrice (Germania Ovest)
- Ludwig Berger, regista e sceneggiatore (Germania Ovest)

### Giuria "Documentari e cortometraggi"
- Otto Sonnenfeld, produttore (Israele) - Presidente di giuria[11]
- D. Gualberto Fernández (Uruguay)
- Sarukkai Gopalan (India)
- J. Hulsker, storico dell'arte (Paesi Bassi)
- Fritz Kempe, fotografo (Germania Ovest)

## Selezione ufficiale (parziale)
- Byaku fujin no yoren, regia di Shirō Toyoda (Giappone, Hong Kong)
- El camino de la vida, regia di Alfonso Corona Blake (Messico)
- Donatella, regia di Mario Monicelli (Italia)
- Foglie d'autunno (Autumn Leaves), regia di Robert Aldrich (Stati Uniti)
- Kispus, regia di Erik Balling (Danimarca)
- La lunga mano (The Long Arm), regia di Charles Frend (Regno Unito)
- Mio zio Giacinto (Mi tío Jacinto), regia di Ladislao Vajda (Spagna, Italia)
- Pane, amore e..., regia di Dino Risi (Italia)
- Riccardo III (Richard III), regia di Laurence Olivier (Regno Unito)
- Il soldato sconosciuto (Tuntematon sotilas), regia di Edvin Laine (Finlandia)
- La strega (La sorcière), regia di André Michel (Francia, Svezia)
- Trapezio (Trapeze), regia di Carol Reed (Stati Uniti)
- Trittico d'amore (Invitation to the Dance), regia di Gene Kelly (Stati Uniti)
- Vor Sonnenuntergang, regia di Gottfried Reinhardt (Germania Ovest)

### Documentari e cortometraggi
- ...erwachsen sein dagegen sehr, regia di Wolf Hart (Germania Ovest)
- Ernst Reuter, regia di Wolfgang Kiepenheuer (Germania Ovest)
- Hitit Güneşi, regia di Sabahattin Eyüboğlu (Turchia)
- Il leone africano (The African Lion), regia di James Algar (Stati Uniti)
- The Long Journey, regia di Geoffrey Collings (Stati Uniti)
- Non c'è più posto per le belve (Kein Platz für wilde Tiere), regia di Bernhard e Michael Grzimek (Germania Ovest)
- Paris la nuit, regia di Jacques Baratier e Jean Valère (Francia)
- Rythmetic, regia di Evelyn Lambart e Norman McLaren (Canada)
- Le Sabotier du Val de Loire, regia di Jacques Demy (Francia)
- Spring Comes to Kashmir, regia di Ravi Prakash (India)
- Les Très Riches Heures de l'Afrique romaine, regia di Jean Lehérissey (Francia)
- Uomini contro l'Artide (Men Against the Arctic), regia di Winston Hibler (Stati Uniti)
- Zauber der Natur, regia di Richard Mostler (Germania Ovest)

## Premi

### Premi della giuria internazionale
- Orso d'oro: Trittico d'amore di Gene Kelly
- Orso d'argento per il miglior regista: Robert Aldrich per Foglie d'autunno
- Orso d'argento per la migliore attrice: Elsa Martinelli per Donatella di Mario Monicelli
- Orso d'argento per il miglior attore: Burt Lancaster per Trapezio di Carol Reed
- Orso d'argento per il miglior contributo artistico: André Michel per la regia di La strega
- Orso d'argento per il miglior contributo singolo: Charles Frend per la regia di La lunga mano
- Orso d'argento, premio internazionale: Riccardo III di Laurence Olivier
- Menzione d'onore per la regia: Alfonso Corona Blake per El camino de la vida
- Menzione d'onore per l'uso del colore: Byaku fujin no yoren di Shirō Toyoda
- Menzione d'onore per la miglior commedia: Pane, amore e... di Dino Risi

### Premi della giuria "Documentari e cortometraggi"
- Orso d'oro per il miglior documentario: Non c'è più posto per le belve di Bernhard e Michael Grzimek
- Orso d'argento (documentari): Il leone africano di James Algar
- Orso d'oro per il miglior cortometraggio: Paris la nuit di Jacques Baratier e Jean Valère
- Orso d'argento (cortometraggi): ex aequo Hitit Güneşi di Sabahattin Eyüboğlu, Spring Comes to Kashmir di Ravi Prakash e Rythmetic di Evelyn Lambart e Norman McLaren
- Menzioni d'onore (cortometraggi): ...erwachsen sein dagegen sehr di Wolf Hart, Le Sabotier du Val de Loire di Jacques Demy e The Long Journey di Geoffrey Collings

### Premi delle giurie indipendenti
- Premio OCIC: Il soldato sconosciuto di Edvin Laine
- Menzione speciale: El camino de la vida di Alfonso Corona Blake

### Premi del pubblico
- Orso d'oro: Vor Sonnenuntergang di Gottfried Reinhardt
- Orso d'argento: Mio zio Giacinto di Ladislao Vajda
- Orso di bronzo: Trapezio di Carol Reed
- Grande targa d'oro (documentari): Non c'è più posto per le belve di Bernhard e Michael Grzimek
- Grande targa d'argento (documentari): Il leone africano di James Algar
- Grande targa di bronzo (documentari): Zauber der Natur di Richard Mostler
- Piccola targa d'oro (documentari): Uomini contro l'Artide di Winston Hibler
- Piccola targa d'argento (documentari): Ernst Reuter di Wolfgang Kiepenheuer
- Piccola targa di bronzo (documentari): Les Très Riches Heures de l'Afrique romaine di Jean Lehérissey